# Гравитационный коллапс

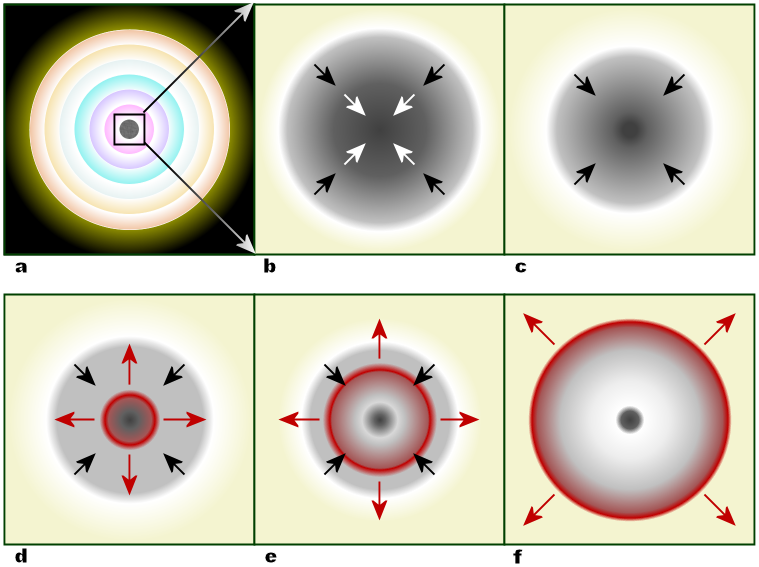
Модель механизма гравитационного коллапса

Гравитацио́нный колла́пс — быстрое сжатие объектов под действием гравитационных сил, один из фундаментальных способов формирования объектов во Вселенной. Гравитационный коллапс вызывает также распад облаков газа на отдельные сгустки, в случае формирования звёзд называемые глобулами. Так равномерное распределение материи образует скопления галактик, сами галактики, и отдельные звёзды. В процессе развития отдельной звезды коллапс останавливается благодаря началу термоядерных реакций, повышающих температуру и соответственно газовое давление.
Для объектов высокой плотности, таких как белые карлики и нейтронные звёзды, гравитационному коллапсу противостоят соответственно давление вырожденного газа и нейтронов; однако имеется абсолютный предел Оппенгеймера — Волкова, за которым нет физических механизмов противостояния коллапсу, в результате чего достаточно массивная (более 3-4 M☉) нейтронная звезда превращается в чёрную дыру. Гравитационный коллапс ядер звёзд в нейтронную звезду или чёрную дыру вызывает разлёт внешней оболочки под действием выделяемой энергии, создавая феномен сверхновой звезды.

## Гравитационный коллапс облаков газа
Находящиеся в пространстве облака газа достаточно больших размеров вследствие случайных флуктуаций теряют равномерное распределение плотности. Процессу содействуют гравитационные силы, объединяющие сгустки материи, но препятствует рост давления и температуры газа. Однако облака малой плотности прозрачны для инфракрасного излучения, и однажды начавшийся, гравитационный коллапс продолжается.

## Гравитационный коллапс в ходе формирования звезд
Меньшие облака газа, в тысячи и десятки тысяч масс Солнца, по мере сжатия, согласно расчётам распадаются на ещё меньшие, по массе соответствующие Солнцу, меньшие его, и превышающие в десятки (реже сотни) раз. Такие сгустки на промежуточной стадии превращения в протозвезду называют глобулами. Расчёты показывают, что скорость формирования звёзд зависит от массы глобул, и если для масс в десятки солнечных оно составляет миллионы лет, то для массы Солнца и меньше десятки и даже сотни миллионов лет. В ходе звездообразования, при наличии достаточного момента вращения, вместо одиночной или кратной звезды из глобулы образуется звезда с планетной системой, причём передача углового момента от сжимающегося ядра к протопланетному диску происходит за счёт магнитного поля вращающегося ядра протозвезды.

## Неограниченный гравитационный коллапс звезды
Когда давление вещества, находящегося в процессе термоядерного синтеза в ядре массивной звезды, снижается и становится не в состоянии сопротивляться гравитации верхних слоёв, они коллапсируют («падают») на нижние. Вещество сжимается со скоростью, достигающей 70000 км/с (что примерно равно 0,23 скорости света — с), и это приводит к быстрому росту температуры и плотности. Дальнейшее развитие событий зависит от массы и структуры коллапсирующего ядра. Виды ядер следующие: вырожденные ядра с малой массой, образующие нейтронные звёзды; вырожденные ядра с большей массой, в основном полностью разрушающиеся до чёрных дыр; невырожденные ядра, подвергающиеся убегающему слиянию.
Начальный коллапс вырожденных ядер ускоряется за счёт бета-распада, фоторасщепления и захвата электронов, что вызывает взрыв электронных нейтрино. При увеличении плотности эмиссия нейтрино отсекается, поскольку они захватываются ядром. Внутреннее ядро в конечном итоге достигает обычно 30 км в диаметре и плотности, сравнимой с плотностью атомного ядра, и давление нейтронного вырождения пытается остановить коллапс. Если масса ядра превышает примерно 15 М☉ (масс солнца), то вырождение нейтронов недостаточно, чтобы остановить коллапс звезды, и она становится чёрной дырой.
В ядрах с меньшей массой коллапс останавливается, и вновь образованное нейтронное ядро имеет начальную температуру около 100 миллиардов кельвинов, что в 6000 раз превышает температуру солнечного ядра. При этой температуре пары нейтрино-антинейтрино всех «ароматов» эффективно образуются при тепловом излучении. Эти тепловые нейтрино в несколько раз более распространены, чем нейтрино с электронным захватом. Примерно 10% массы покоя звезды в результате десятисекундного выброса нейтрино преобразуется в энергию порядка около 1046 джоулей; это является основным результатом события. Внезапно остановившийся коллапс ядра возобновляется и производит ударную волну, которая в течение нескольких миллисекунд останавливается во внешнем ядре, поскольку энергия теряется из-за распада тяжёлых элементов. Чтобы объяснить высокую яркость процесса в видимом спектре, предполагается данный процесс: его физика не совсем понятна, но предполагается, что внешние слои ядра поглощают около 1044 джоулей (1 foe) от импульса нейтрино; есть и другие теории о том, как «питать» взрыв.
Некоторая масса материала из внешней оболочки падает обратно на нейтронную звезду, и для ядер за пределами около 8 М☉ существует достаточный запас для образования чёрной дыры. Этот запасной вариант уменьшает созданную кинетическую энергию и массу выброшенного радиоактивного материала, но в некоторых ситуациях он также может генерировать релятивистские струи, которые приводят к гамма-всплеску или исключительно яркой светящейся сверхновой.
Распад массивного невырожденного ядра приводит к дальнейшему слиянию ядер. Когда коллапс ядра инициируется парной нестабильностью, начинается слияние ядер кислорода, и коллапс может быть остановлен. Для масс ядра 40-60 M☉ коллапс останавливается, и звезда остаётся неповреждённой, но коллапс будет происходить снова, когда сформируется большее ядро.
Для ядер около 60-130 M☉ слияние ядер кислорода и более тяжёлых элементов настолько энергично, что вся звезда разрушается, вызывая появление сверхновой.
На верхнем конце диапазона масс возникающая сверхновая необычно светлая и чрезвычайно долгоживущая — из колоссальной массы выбрасываются ядра 56Ni.
Для ещё больших масс ядра температура ядра становится достаточно высокой, чтобы позволить фоторасщеплению и ядру полностью коллапсировать в чёрную дыру.